# كلارنس إي. كو
كلارنس إي. كو (بالإنجليزية: Clarence E. Coe)‏ هو سياسي أمريكي، ولد في 1873، وتوفي في 1943. حزبياً، نشط في الحزب الجمهوري.